# ラ・ロッジャ
ラ・ロッジャ（伊: La Loggia）は、イタリア共和国ピエモンテ州トリノ県にある、人口約8,800人の基礎自治体（コムーネ）。

## 地理

### 位置・広がり

#### 隣接コムーネ
隣接するコムーネは以下の通り。
- カリニャーノ
- モンカリエーリ
- ヴィノーヴォ